# Shine a Light (película)
Shine a Light es una película del director Martin Scorsese que muestra las presentaciones hechas por la banda de rock The Rolling Stones durante su A Bigger Bang Tour. También incluye imágenes de archivo de la banda. El filme lleva el nombre de "Shine a Light", una canción publicada en el álbum Exile on Main St. de 1972. La banda sonora fue publicada en abril de 2008 por la discográfica Universal.
Scorsese filmó a los Rolling Stones el 29 de octubre y 1 de noviembre de 2006 en el Beacon Theatre de Nueva York. Los conciertos son precedidos por una breve introducción que muestra los preparativos de los shows, y una serie de antiguas imágenes y entrevistas de la banda. Se destaca la presencia de estrellas dentro del público, entre ellos el ex Presidente de los Estados Unidos Bill Clinton. Jack White, Buddy Guy y Christina Aguilera fueron invitados a participar de aquellas presentaciones.
El estreno de la película fue inicialmente previsto para el 21 de septiembre de 2007, pero Paramount Classics lo aplazó hasta abril de 2008. Su estreno mundial fue en el 58.º Festival Internacional de Cine de Berlín el 7 de febrero de 2008. La película también se proyectó en algunos cines IMAX.

## Canciones
Todas las canciones escritas por Mick Jagger y Keith Richards, excepto donde se indique.
1. Jumpin' Jack Flash
2. Shattered
3. She Was Hot
4. All Down the Line
5. Loving Cup - con Jack White
6. As Tears Go By (Jagger/Richards/Oldham)
7. Some Girls
8. Just My Imagination (Norman Whitfield/Barrett Strong)
9. Far Away Eyes
10. Champagne & Reefer (Muddy Waters) - con Buddy Guy
11. Tumbling Dice
  - Band introductions
12. You Got the Silver - voz líder de Keith Richards
13. Connection (incompleta porque aparece en medio de una entrevista) - voz líder de Keith Richards
14. Sympathy for the Devil
15. Live with Me - con Christina Aguilera
16. Start Me Up
17. Brown Sugar
18. (I Can't Get No) Satisfaction
19. Shine a Light (incompleta; solo audio)

Canciones instrumentales que aparecen durante los créditos: 
- Wild Horses
- Only Found Out Yesterday (Richards)[5]

## Material extra para el lanzamiento en DVD

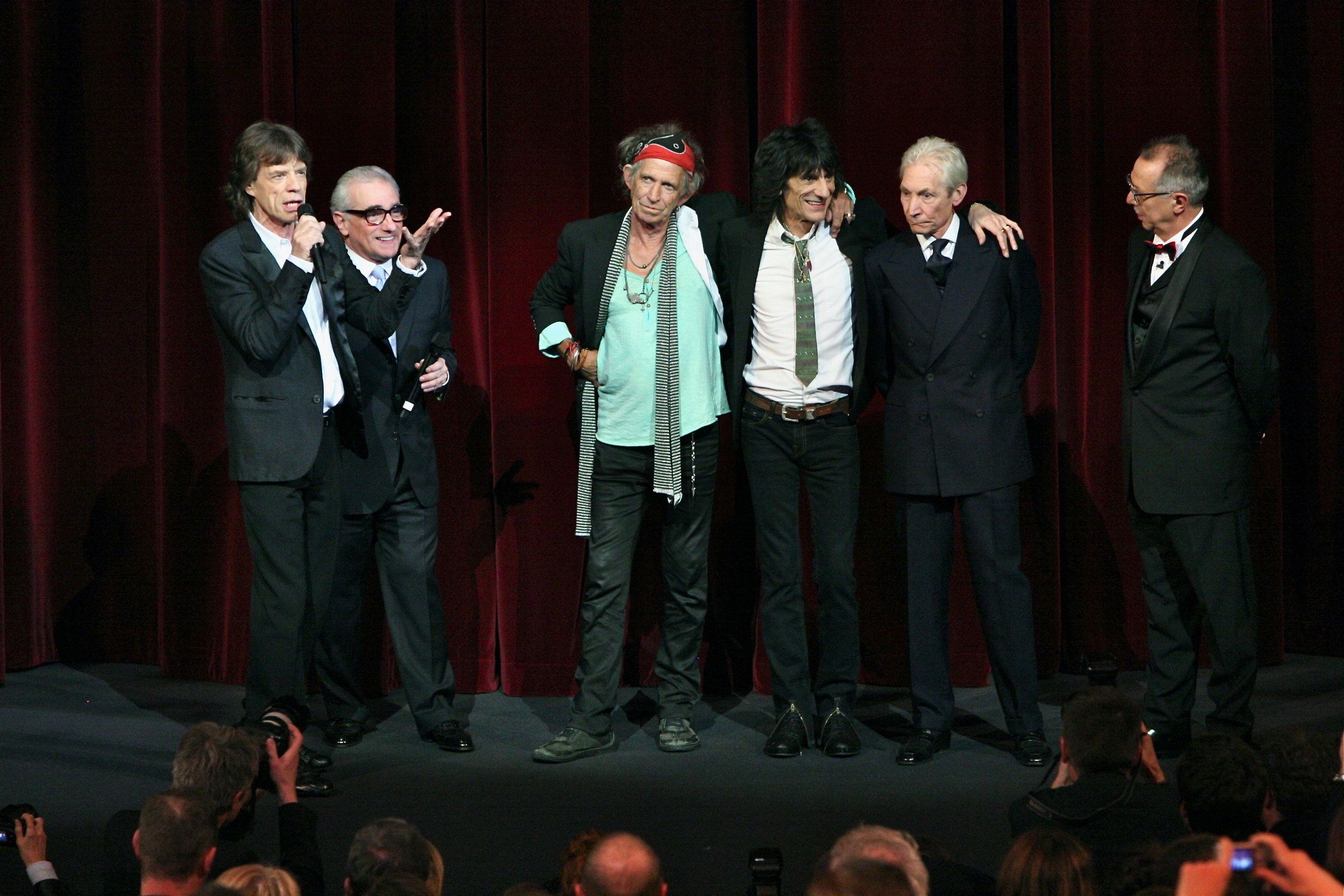
De izquierda a derecha: Mick Jagger, Martin Scorsese, Keith Richards, Ron Wood, Charlie Watts y el director del Festival de Berín Dieter Kosslick antes del estreno mundial de Shine a Light.

- Making Of con imágenes de archivo no incluidas en la película
- Paint It, Black
- Little T&A
- I'm Free
- Undercover of the Night

Martin Scorsese usa frecuentemente canciones de los Rolling Stones en sus películas, por eso Mick Jagger bromea sobre Shine a Light diciendo que es el único film de Scorsese que no incluye la canción "Gimme Shelter".

## Crítica
En general, la recepción de la crítica ha sido positiva. A partir del 4 de abril de 2008, Rotten Tomatoes informó de que el 88 % de los críticos de cine dio comentarios positivos, sobre la base de 82 reseñas. Metacritic informó de la película tuvo una puntuación media de 76 de 100, sobre la base de 33 comentarios.
La recaudación de la película en Estados Unidos ha alcanzado unos 5 328 430 dólares y las ganancias internacionales han sido de 7 066 294 dólares, para alcanzar un total mundial de 12 394 724.